# کوبر
کوبر (به لاتین: Kubr) یک رود در روسیه است که در استان یاروسلاول واقع شده‌است.